# Tmesisternus obiana
Tmesisternus obiana là một loài bọ cánh cứng trong họ Cerambycidae.